# コード・ネーム・ウルフ
『コードネーム・ウルフ』（原題：Code Name Vengeance）は、1987年のアメリカ映画。劇場未公開のビデオ映画。
日本では『地獄のエクスタミネーター』の邦題で、テレビ東京系列『木曜洋画劇場』にて地上波初放映された。なお、同じくロバート・ギンティ主演の『エクスタミネーター』シリーズとは無関係である。

## スタッフ
- 監督：デヴィッド・ウィンターズ
- 製作：デヴィッド・ウィンターズ、ホープ・ホリデイ
- 製作総指揮：ホープ・ホリデイ
- 脚本：アンソニー・パーマー
- 撮影：キース・ダンクレイ
- 音楽：ティム・ジェームズ、スティーヴ・マクリントック
- 編集：ブライアン・G・フォレスト

## キャスト
| 役名                   | 俳優                   | 日本語吹き替え                 |
| 役名                   | 俳優                   | テレビ東京版                   |
| ---------------------- | ---------------------- | ------------------------------ |
| モンロー・ビーラー     | ロバート・ギンティ     | 玄田哲章                       |
| サム                   | シャノン・トゥイード   | 幸田直子                       |
| ダッチ                 | キャメロン・ミッチェル | 筈見純                         |
| ハリー・アップルゲイト | ドン・ゴードン         | 池田勝                         |
| ケヴィン               | チャック・ブロフィー   | 江原正士                       |
| タブラック             | ジェームズ・ライアン   | 谷口節                         |
| 国王                   | ？                     | 小島敏彦                       |
| タラル                 | ？                     | 鈴木みえ                       |
| タラルの母親           | ？                     | 竹口安芸子                     |
| 役不明又はその他       |                        | ？                             |
|                        |                        |                                |
| 初回放送               |                        | 1990年6月14日 『木曜洋画劇場』 |